# Ingeborg Sassen-Haase
Ingeborg Sassen-Haase (* 20. September 1919; † unsicher: 7. Februar  1997 in Augsburg) war eine deutsche Schauspielerin.

## Leben
Ingeborg Sassen-Haase wirkte in mehreren bekannten Fernsehserien mit, darunter in Aktenzeichen XY … ungelöst und Tatort. Einem breiten Publikum bekannt wurde sie in der Rolle als Eders Nachbarin Frau Hartl in der TV-Serie Meister Eder und sein Pumuckl mit Gustl Bayrhammer.

## Filmografie

### Filme
- 1968: Die Jubilarin (Fernsehfilm)
- 1977: Die Vertreibung aus dem Paradies
- 1981: Trokadero
- 1987: Zwei auf der Straße (Fernsehfilm)
- 1997: Herbert & Schnipsi: Muttertag (Fernsehfilm)

### Fernsehserien
- 1968–1973: Aktenzeichen XY ungelöst (4 Folgen)
- 1973: Peters Bastelstunde (2 Folgen)
- 1987: Die Krimistunde (Fernsehserie, Folge 23, Episode: "Ich kann sehr dankbar sein")
- 1988–1989: Meister Eder und sein Pumuckl (7 Folgen)
- 1991: Tatort
- 1999: Pumuckls Abenteuer (1 Folge)